# The Poor Little Rich Girl (commedia)
The Poor Little Rich Girl è una commedia scritta da Eleanor Gates.

## Rappresentazioni
La commedia venne rappresentata per la prima volta a Broadway, all'Hudson Theatre, il 21 gennaio 1913, interpretata da Viola Dana nella parte di Gwendolyn , Frank Andrews nella parte di Potter e Joseph Bingham nella parte del poliziotto; questo primo allestimento rimase in scena per 160 repliche, chiudendo nel giugno del 1913.